# Жерники (Жнінський повіт)
Жерники (пол. Żerniki, нім. Zerniki) — село в Польщі, у гміні Яновець-Велькопольський Жнінського повіту Куявсько-Поморського воєводства.
Населення — 301 особа (2011).
У 1975-1998 роках село належало до Бидгощського воєводства.

## Демографія
Демографічна структура станом на 31 березня 2011 року:
|          | Загалом | Допрацездатний вік | Працездатний вік | Постпрацездатний вік |
| -------- | ------- | ------------------ | ---------------- | -------------------- |
| Чоловіки | 151     | 24                 | 111              | 16                   |
| Жінки    | 150     | 25                 | 93               | 32                   |
| Разом    | 301     | 49                 | 204              | 48                   |